# Jani Christou
Jani Christou (grec: Γιάννης Χρήστου)  (Heliopolis, 8 de gener de 1926 - Atenes, 8 de gener de 1970) va ser un important compositor grec.

## Biografia
Yannis Christou va créixer en els cercles cosmopolites del poble grec d'Alexandria, on va prendre les seves primeres lliçons de piano als cinc anys. El seu pare, Eleftherios (Teris) Christou, era un ric industrial del poble grec, propietari d'una fàbrica de xocolata, i la seva mare, Kalliopi (Lilika) Tavernari, d'origen xipriota, era poeta i espiritualista, fet que va contribuir a les posteriors inquietuds artístiques, filosòfiques i metafísiques. El crític musical i musicòleg Giorgos Leotsakos s'enfada contra la mare del compositor i afirma que la seva personalitat era "problemàtica", lesionant de manera decisiva la psique dels seus dos fills.
Christou va continuar els seus estudis musicals amb la famosa pianista Gina Bachauer, mentre assistia a les millors escoles de parla anglesa d'Alexandria. El 1939 els seus pares es van divorciar i el Yiannis, de tretze anys, juntament amb el seu germà, es van quedar amb el seu pare, cosa inusual per a l'època. Un cop acabada l'escola, el seu pare el va enviar a Anglaterra per estudiar economia, amb l'esperança de fer-se càrrec després del negoci familiar, cosa que no va passar. Christou, tot i que finalment es va llicenciar en economia, va preferir estudiar filosofia amb Ludwig Wittgenstein i Bertrand Russell a Cambridge, així com teoria musical avançada amb diversos professors, entre ells Hans Redlich, el seu alumne i biògraf Alban Berg. Va continuar els seus estudis musicals a Itàlia (Siena, Gavi i Roma, 1949-1953) amb Vito Frazzi i Bruno Lavanino, alhora que s'implicava profundament en la psicologia analítica, influenciat també pel seu germà, que estudiava a la temps a l'Institut Jung de Zuric.
Tornant a Egipte es va dedicar a la composició, treballant diverses hores al dia. El 1956 es va casar amb la seva amiga d'infància Theresia (Sia) Choremi, pintora, amb qui va tenir tres fills. El mateix any, el seu estimat germà va morir en un accident de cotxe, fet que el marcaria de manera inimaginable per a la resta de la seva vida, presagiant alhora un estrany joc del destí per a ell. El 1960, amb les nacionalitzacions de Nasser, es va veure obligat a abandonar Alexandria, com la majoria dels grecs rics d'Egipte. Es va establir amb la seva família a Quíos, on també tenia una propietat familiar considerable. En els seus últims anys va viure principalment a Atenes, on es va implicar, a més de la composició, amb la promoció de la música grega d'avantguarda. La seva comoditat econòmica li va permetre no haver de buscar mai feina als Conservatoris (que no valorava especialment com a institució educativa) o altres entitats musicals, ni assumir mai un càrrec de responsabilitat en cap institució o comitè musical, a excepció d'un i només una vegada, l'any 1962, com a membre del jurat d'un concurs de música contemporània, organitzat per Manos Khatzidakis.
Yiannis Christou va col·laborar amb el Teatre Nacional i el Teatre d'Art "Karolos Koun" component música per a representacions de teatre antic. També va escriure oratoris i òperes.
Va morir, als 44 anys, en un accident de cotxe la nit del 8 de gener de 1970, quan tornava a casa d'una celebració d'aniversari quan el cotxe conduït per la seva dona Theresia va patinar i Christou va morir a l'instant en colpejar un pal. En el mateix accident també va resultar ferida mortalment la seva dona, que va morir deu dies després, deixant orfes els seus tres fills, així com l'esposa del compositor Stéfanos Vassiliadis.

## Musical
Segons els musicòlegs G. G. Papaioannou i Anna M. Lucianos, en l'obra de Christos es poden distingir clarament sis períodes, periodització que ha estat àmpliament acceptada.
Primer període (1949-1953)
En aquest període particular, Christou, ampliant el seu pensament filosòfico-musical, va concebre els conceptes següents:
- La "protoexecució", és a dir, el procés de transferència de formacions bàsiques de la vida, psicològicament i filosòficament interpretades, a obres post-musicals-musico-teatrals.
- La "recreació" és una mena de "recreació" de rituals primitius, prehistòrics, místics i onírics traslladats a una nova realitat, d'una manera psicodramàtica.

El compositor havia previst al voltant de 130 "Representacions", de les quals només va aconseguir completar quatre, les més famoses Αναπαράσταση Ι και την Αναπαράσταση ΙΙΙ (el Pianista).
L'obra més coneguda de Christos d'aquest període, i una de les més representades a Grècia i a l'estranger, Η Κυρία με τη Στρυχνίνη (La dama amb estricnina (1967) pertany al mateix esperit psicodramàtic. L'obra es va inspirar en Psicologia i alquímia de Carl Jung, però també en un dels somnis de Christos (el compositor va enregistrar els seus somnis amb detall durant un temps i les seves notes s'han desat en un fitxer anomenat Dream Files). Η Κυρία με τη Στρυχνίνη s'obre amb un anunci que l'actuació es cancel·la per motius tècnics, i una actriu disfressada de públic protesta, intentant provocar una commoció. Després quatre actors amb un drap vermell procedeixen a realitzar actes rituals a l'escenari, en els quals també participa el conjunt instrumental; els trompetistas envolten ritualment el solista de viola, que es manté indiferent al procediment.
Sisè període (1968-1970)
Les úniques obres acabades d'aquest període són Εναντιοδρομία  (1968), basada en la concepció d'Heràclit del joc dels contraris, i la música incidental per a Οιδίποδα Τύραννο (Èdip el tiran, 1969), que va escriure com a "favor" per al seu amic Karolos Kuhn, interrompent el seu treball sobre lΟρέστεια. LΟρέστεια, si s'hagués acabat, hauria estat una obra de proporcions colossals, en la qual Yiannis Christou pretenia integrar la seva experiència fins aquell moment, resumint totes les idees del seu sistema filosòfic-musical. Malauradament, la seva mort prematura i injusta no li va permetre completar els seus plans, que probablement van influir en gran manera en el curs posterior de la creació musical moderna i la filosofia a Grècia i Europa.
Valoració de la seva obra
Giannis Christou va ser un compositor i pensador pioner, una de les més grans figures de la música artística grega i mundial del segle xx, coneguda internacionalment com a Jani Christou. La principal característica de la seva vida i obra van ser les seves intenses inquietuds filosòfiques i metafísiques, que va associar directament amb la música, intentant destacar la seva dimensió religiosa, metafísica i mística universal, més enllà de períodes històrics, estils, cultures i doctrines religioses específiques. Tenint coneixements profunds de filosofia, psicologia, religió, antropologia social, història de l'art i ocultisme, va desenvolupar el seu propi sistema filosòfic i la seva pròpia terminologia per a una metafísica de la música i va intentar sobretot amb les seves últimes obres implementar les seves idees en un "postmusical" més ampli. ' context, on la música era quelcom més enllà de la música, col·laborant amb moltes arts d'una manera nova, transcendent i redemptora.

## Ergografia
- Η Μουσική του Φοίνικα per a orquestra en cinc parts consecutives (1949)
- Συμφωνία αρ. 1 per a mezzosoprano i orquestra en tres parts contínues (1951)
- Λατινική Λειτουργία per a cor mixt, metalls i percussió (1951) Escolta un fragment
- Έξι Τραγούδια a la poesia de TS Eliot per a mezzosoprano i piano (1955), transliteració per a mezzosoprano i orquestra (1957)
- Συμφωνία αρ. 2 per a cor mixt i orquestra en tres parts (1956-57)
- Μετατροπές (Patrons i permutacions) per a orquestra (1960)
- Τοκάτα για πιάνο και ορχήστρα (1962)
- Αισχύλου Προμηθέας Δεσμώτης per a actors, dansa, orquestra i cinta (1963)
- Greece: The inner world (1964), programa per a la televisió nord-americana amb fragments de les tragèdies: Eurípides "Ekavi", Sòfocles "Èdip el tirà" i Èsquil "Prometeu Lligat"
- Πύρινες Γλώσσες per a mezzo, tenor, baríton, cor mixt i orquestra (1964)
- Αισχύλου Αγαμέμνων per a actors, dansa i orquestra (1964)
- Αισχύλου Πέρσες per a actors, dansa, orquestra i cintes (1965)
- Μυστήριον per a narrador, actors, 3 cors, orquestra i cinta (1965-66)
- Πράξη για 12 per a 11 cordes i un pianista-director (també hi ha una versió amb 44 cordes) 1966
- Αριστοφάνη Βάτραχοι per a actors, dansa, orquestra i cintes (1966)
- Η Κυρία με τη Στρυχνίνη per a viola solista, 5 actors, conjunt d'orgues, cintes, diversos objectes sonors i un drap vermell (1967)
- Οιδίπους Τύραννος com a música de cinema (1968)
- Αναπαράσταση Ι (αστρωνκατοιδανυκτερωνομηγυριν) per a conjunt de baríton, viola i orgue (1968)
- Αναπαράσταση ΙΙΙ (Ο Πιανίστας) per a actor, conjunt instrumental i cintes (1968)
- Επίκυκλος per a continu i conjunt compost d'intèrprets per a continu i ballarins per a "happenings" (1968)
- Εναντιοδρομία per a orquestra (1968)
- Οιδίπους Τύραννος per a cinta (1969)